# Кобсинек, Ладислав
Ладислав Кобсинек (чеш. Ladislav Kobsinek; 25 сентября 1903, Бистршице-над-Пернштейнем, Австро-Венгрия — 1988, ФРГ) — чехословацкий офицер, поручик, организовавший  попытку государственного переворота, известную как Жиденицкий путч.

## Биография
Родился 25 сентября 1903 в Бистршице-над-Пернштейнем.
В Чехословацкой армии он дослужился до звания поручика (что эквивалентно званию лейтенанта) в 43-м пехотном полку в Брно, но из-за своих фашистских взглядов был уволен из армии. После этого он некоторое время находился на лечении в психиатрической больнице.
Кобсинек вскоре стал организатором попытки государственного переворота, организованной 21-22 января 1933 года, которая вскоре стала известна как Жиденицкий путч. Уже во время путча, когда стало ясно, что путчисты потерпят поражение, он покинул город и бежал в Вену, а оттуда в Югославию, а затем в Румынию. Однако румынское правительство выдало его правительству Чехословакии. В том же году  состоялся суд над участниками переворота, и Кобсинек был приговорен к шести годам лишения свободы. После апелляции прокурора Верховный суд в 1934 году увеличил срок заключения до 12 лет.
В 1939 году, после установления немецкого протектората, он вышел на свободу, после чего вступил в организацию Влайка и стал командиром Святополковой гвардии. В 1944 году ему было предоставлено немецкое гражданство. После войны был осужден на 12 лет за коллаборационизм, а после освобождения в 1957 году был депортирован в ФРГ, где и умер в конце 1980-х годов.